# 750
750 (DCCL) fue un año común comenzado en martes del calendario juliano, en vigor en aquella fecha.
Es el año 750 del primer milenio, el año 50 del siglo VIII y el primer año de la década de 750.

## Acontecimientos
- La peste bubónica empieza a remitir de Europa Occidental.
- Mundo islámico:
  - En Damasco: Abu al-'Abbás al-Saffah, de la familia de los Abásidas sustituye al último jefe de los Omeyas. Se traslada el centro de poder a Bagdad.
  - La provincia de África se declara independiente del califato oriental. Se niega a reconocer a los Abásidas.
  - 18 de febrero: La dinastía Abbasí se hace con el control del Islam tras asesinar a casi todos los miembros de la dinastía Omeya.
- Eadberht de Northumbria toma Kyle al reino britano de Alt Clut, el cual estaba siendo atacado a la vez por el rey picto Oengus I.
- El duque Gorazd de Carantania, quien se había educado en la corte franca, se convierte en el primer gobernante cristiano de los eslovenos.

## Nacimientos
- 25 de enero: León IV, emperador del imperio bizantino (†780).

## Fallecimientos
- Harran: Al-Abbás ibn al-Walid, general omeya, hijo del califa Walid I.
- Fustat: Marwán II, último califa omeya.
- Borut, duque de Carantania.